# San Pio X (församling)
San Pio X är en församling i Roms stift, belägen i quartiere Trionfale i nordvästra Rom och helgad åt den helige påven Pius X. Församlingen upprättades den 28 september 1957 av kardinalvikarie Clemente Micara genom dekretet Pervigilanti iugiter. 

Församlingen förestås av stiftspräster.
Till församlingen San Pio X hör följande kyrkobyggnad:
- San Pio X, Via Attilio Friggeri 87

## Kommunikationer
Den närmaste tunnelbanestationen är Cipro 